# Bastareu

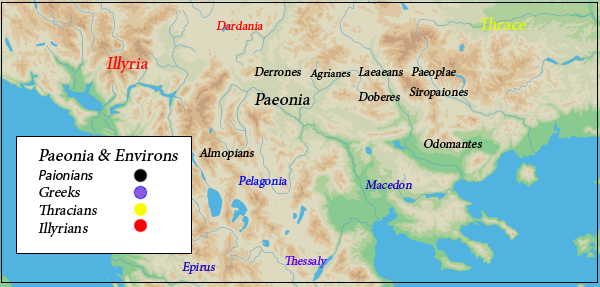
Peônia, tribos e arredores

Bastareu (em grego:  Βασταρεύς; Século IV a.C.), foi um antigo rei da Trácia, conhecido apenas por uma moeda rara com seu nome. Ele era talvez peônio.  